# Kirchhörde-Löttringhausen
Kirchhörde-Löttringhausen ist der Statistische Bezirk 67 der kreisfreien Großstadt Dortmund. Er liegt im Südwesten der Stadt und gehört zum Stadtbezirk Hombruch.
Der Statistische Bezirk besteht aus den Stadtteilen Kirchhörde und Löttringhausen.
Die ehemalige Gemeinde Kirchhörde wechselte am 1. April 1887 vom Landkreis Dortmund in den neu errichteten Kreis Hörde. Am 1. August 1929 wurde Kirchhörde nach Dortmund eingemeindet.
Löttringhausen war nie eine selbständige Gemeinde. Das Ortsgebiet war der Gemeinde Kirchhörde zugehörig.
Außer den namensgebenden Stadtteilen gehören auch Großholthausen und Kleinholthausen sowie Schanze zum Statistischen Bezirk.
Zunächst trug dieser Statistische Unterbezirk die Bezeichnung Kirchhörde.

## Statistik
Zum 31. Dezember 2024 lebten 10.180 Einwohner im statistischen Bezirk Kirchhörde-Löttringhausen.
Struktur der Bevölkerung:
- Bevölkerungsanteil der unter 18-Jährigen: 15,5 % [Dortmunder Durchschnitt: 16,2 % (2018)][3]
- Bevölkerungsanteil der mindestens 65-Jährigen: 29,3 % [Dortmunder Durchschnitt: 20,2 % (2018)][4]
- Ausländeranteil: 10,0 % [Dortmunder Durchschnitt: 22,3 % (2024)][5]
- Arbeitslosenquote: 4,8 % [Dortmunder Durchschnitt: 11,0 % (2017)][6]

Das durchschnittliche Einkommen liegt etwa 50 % über dem Dortmunder Durchschnitt.

### Bevölkerungsentwicklung
| Jahr | Einw. |
| ---- | ----- |
| 1987 | 9798  |
| 2003 | 9870  |
| 2008 | 9748  |
| 2013 | 9632  |
| 2016 | 9771  |
| 2018 | 9808  |
| 2019 | 9898  |
| 2022 | 9958  |
| 2023 | 9975  |
| 2024 | 10180 |

## Gliederung des Statistischen Bezirks 67
| Unterbezirk | Name                | Gebiet |
| ----------- | ------------------- | --- |
| 671         | Großholthausen      | Spärlich besiedelter Westen der Gemarkung Kirchhörde (ohne Teile nordwestlich der Eisenbahn und südwestlich der A 45) mit dem namensgebenden Dorf |
| 672         | Kirchhörde-Nord     | Zentrum der Gemarkung Kirchhörde |
| 673         | Kleinholthausen     | Nordosten der Gemarkung Kirchhörde |
| 674         | Kirchhörde-Ost      | Osten der Gemarkung Kirchhörde |
| 675         | Kirchhörde-West     | Östlich zentral in der Gemarkung Kirchhörde |
| 676         | Löttringhausen-Nord | Westlich zentral in der Gemarkung Kirchhörde |
| 677         | Löttringhausen-Süd  | Süden der Gemarkung Kirchhörde (ohne Teile jenseits der A 45)                                                                                     |
| 678         | Schanze             | Äußerster Süden der Gemarkung Kirchhörde, südlich der A 45 und östlich der Eisenbahn                                                              |